# تپه نوو
تپه نوو مربوط به سده‌های میانه دوران‌های تاریخی پس از اسلام است و در شهرستان ملایر، بخش سامن، دهستان سامن، روستای ضربه علی واقع شده و این اثر در تاریخ ۲۵ آبان ۱۳۸۷ با شمارهٔ ثبت ۲۳۶۹۴ به‌عنوان یکی از آثار ملی ایران به ثبت رسیده است.